# Lex Russica
Lex Russica — научный журнал, издаваемый Московским государственным юридическим университетом имени О. Е. Кутафина с января 2004 года как преемник «Научных трудов ВЮЗИ—МЮИ—МГЮА», выходивших с 1948 года.
В журнале публикуются статьи, посвященные фундаментальным проблемам теории права, эффективности правоприменения и совершенствованию законодательного процесса, наиболее значимые научно-исследовательские работы, выполняемые по заказу федеральных органов исполнительной власти и других организаций, результаты иных научных проектов и научно-методических мероприятий университета, в том числе научных совещаний, симпозиумов, конференций, обзоры деятельности диссертационных советов, рецензии на выходящие научные публикации. Некоторые выпуски являются тематическими (например, посвящённые памяти О. Е. Кутафина, М. С. Шакарян, П. А. Лупинской, а также 80-летию университета).
Журнал зарегистрирован Министерством РФ по делам печати, телерадиовещания и средств массовых коммуникаций (свидетельство ПИ № 77-14596 от 7 февраля 2003). Распространяется по подписке (включён в каталог «Пресса России» под индексом 11198). Платная подписка на журнал возможна также через Научную электронную библиотеку.